# ماكس بلاك (سياسي)
ماكس بلاك (بالإنجليزية: Max Black)‏ هو سياسي أمريكي، ولد في 2 يوليو 1936 في دلتا في الولايات المتحدة. حزبياً، نشط في الحزب الجمهوري. وقد انتخب عضو مجلس نواب ايداهو.